# 阿爾克馬爾贊斯特雷克足球會

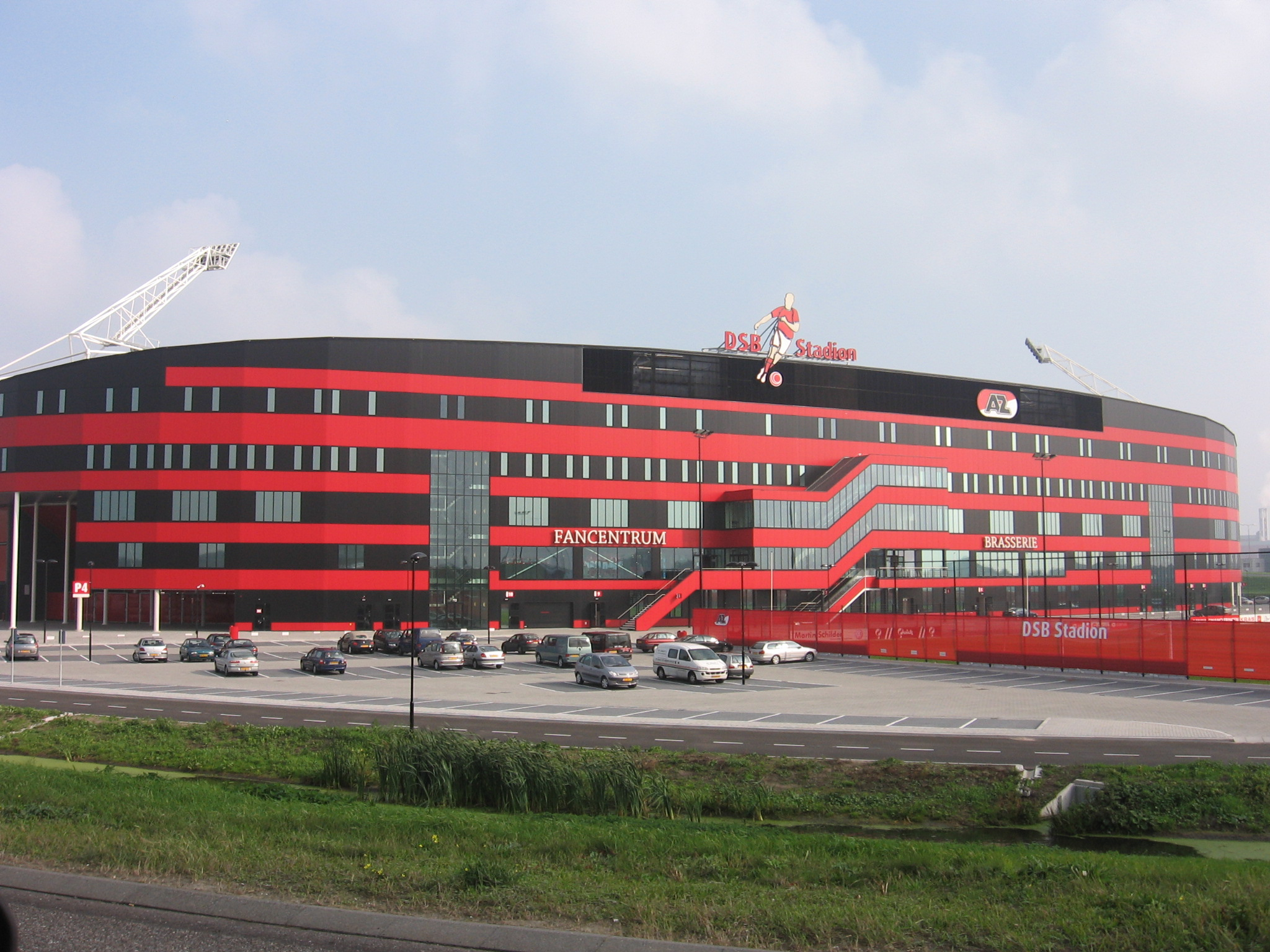
AFAS球場

阿爾克馬爾赞斯特雷克，荷兰國內通稱AZ，國際上則稱為AZ阿爾克馬爾（AZ Alkmaar），是一家来自荷蘭阿爾克馬爾市和赞河地区的足球會，於1967年5月10日成立，目前在荷蘭甲組足球聯賽作賽。當時的名稱是AZ '67，由兩間球會Alkmaar '54和FC Zaanstreek合併而成。阿爾克馬爾是2008-09年球季的荷甲冠軍。

## 歷史
阿爾克馬爾於1967年成立，由兩間球會“Alkmaar '54”和“FC Zaanstreek”合併而成。當時球會由兩位商人莫倫拿兄弟（Cees Molenaar、Klaas Molenaar）打理，球會也在1970年代以後獲得成功，如在1981年不但贏得聯賽冠軍及荷蘭盃，且打入歐洲足協杯決賽。不過在莫倫拿兄弟離開後，球隊遂走下坡，1988年更降至乙組作賽。
1990年代後期在另一名商人迪尔克·斯海林阿（Dirk Scheringa）加入球會下，球會始獲重生。阿爾克馬爾在1998年重返甲組，在2004－05年球季再晉身歐洲足協杯，打進四強階段。而這一季他們在大半季排頭兩名的情況下，最後在荷甲排第三，結果再獲得歐洲足協杯的參賽資格。這個成就殊不容易，因為阿爾克馬爾不是大球會，就算在本土也沒有龐大的球迷人數。而在們在2005－06年賽季的主場──德侯特球場的平均入場人數，僅為8,390人。
2006年夏天，球會把主場搬至AFAS球場，有17,000個座位。不過因為對門票的需求高於預期，球會主席迪尔克·斯海林阿表示球會希望增加球場座位，並於2010年完工。
後主教練一職由路易斯·范加尔出任，2005-06球季始上位，以第三名完成，成績大有進步，一度被視為荷甲第四巨頭（原先的三巨頭乃PSV燕豪芬、阿積士及飛燕諾，從前荷甲只有一屆不是這三隊勝出，就是阿爾克馬爾，後來的特温特成為僅有的第五隊）。2006/07球季戰至尾二輪仍與雙雄燕豪芬和阿積士並駕齊驅，更因對賽成績優勢而暫列榜首，可惜在最後一輪仍掌握主導權之下卻爆冷不敵護級份子精英隊，最終只能以第三名完成，但能與阿積士、燕豪芬在聯賽鬥至最後一輪才分出勝負已是球會近年代表作。但2007/08球季成績大倒退，最終只能失望地以第11名完成。
但踏進2008/09球季，球隊雖然開局兩戰不勝，但自第三輪主場1比0擊敗PSV燕豪芬後，竟在往後的比賽錄得24勝4和，成為荷甲一支神奇球隊，領先其後的球隊（於川迪、阿積士、PSV燕豪芬等）多分。直到聯賽第31輪，雖然阿爾克馬爾諷刺地於這輪聯賽落敗，被終斷聯賽28場不敗紀錄，但球隊卻藉著該輪後一天才比賽的阿積士也同樣落敗失分，正式宣佈奪得聯賽錦標，事隔二十八年後再成為荷甲冠軍，並同時打破PSV燕豪芬連續4年對冠軍的攏斷地位，以及取得直接進身歐洲聯賽冠軍盃的資格。
2009/10球季，隨著功勳領隊雲高爾的轉教德甲班霸拜仁慕尼黑，球會改由前荷蘭國家隊教練迪克·艾德沃卡特執掌教鞭。球會本季需要應付聯賽外，還要兼顧歐洲聯賽冠軍盃，球會在32強的分組賽階段被編入H組，面對英格蘭勁旅阿仙奴、希臘的奧林比亞高斯以及比利時的標準列治，球隊表現強差人意，只能敬陪末席，黯然被淘汰。而聯賽方面，球會戰績亦相應下滑，但仍保持在中上游位置，前線方面仍舊依靠蒙尼爾·艾哈達奧負責爭取入球，可惜這位炙手可熱的當家射手卻在季尾轉投勁旅阿積士，令AZ的實力進一步削弱，亦從此退出爭標行列，只能退居國內二線（在荷蘭三巨頭之後）。

## 成就
- 荷蘭甲組足球聯賽
  - 冠軍（2）：1981年、2009年
- 荷蘭乙組足球聯賽
  - 冠軍（2）：1996年，1998年
- 荷蘭盃
  - 冠軍（4）：1978年，1981年，1982年，2013年
- 歐洲足協杯
  - 亞軍（1）：1981年
  - 四強（1）：2005年

## 著名球員
- 雲高爾 Louis van Gaal (1986-1987)
- Jimmy Floyd Hasselbaink (1990-1993)
- Phillip Cocu (1988-1990)
- 奧丹 Barry Opdam (1996-2008)
- 雲加倫 Barry van Galen (1997-2006)
- Jan Kromkamp (2000-2005)
- 添馬 Henk Timmer (2000-2006)
- 華拿亞 Ron Vlaar (2002-2006)
- Tim de Cler (2002-2007)
- Denny Landzaat (2003-2006)
- Kew Jaliens (2004-2011)
- Joris Mathijsen (2004-2006)
- Sergio Romero (2007-2011)
- 特洛伊·柏洛特 Troy Parrott (2024-)

## 外部連結
- （荷兰文） （英文） 官方網站（页面存档备份，存于）
- （英文） 阿爾克馬爾新聞
- （荷兰文） 球迷網站（页面存档备份，存于）
- （荷兰文） 球迷網站
- （荷兰文） 阿爾克馬爾電視（页面存档备份，存于）
- （荷兰文） 球迷網站（页面存档备份，存于）